# 岐阜県道255号根尾谷汲大野線
岐阜県道255号根尾谷汲大野線（ぎふけんどう255ごう ねおたにぐみおおのせん）とは、岐阜県本巣市から揖斐郡揖斐川町を経由し、揖斐郡大野町までを結ぶ一般県道である。　

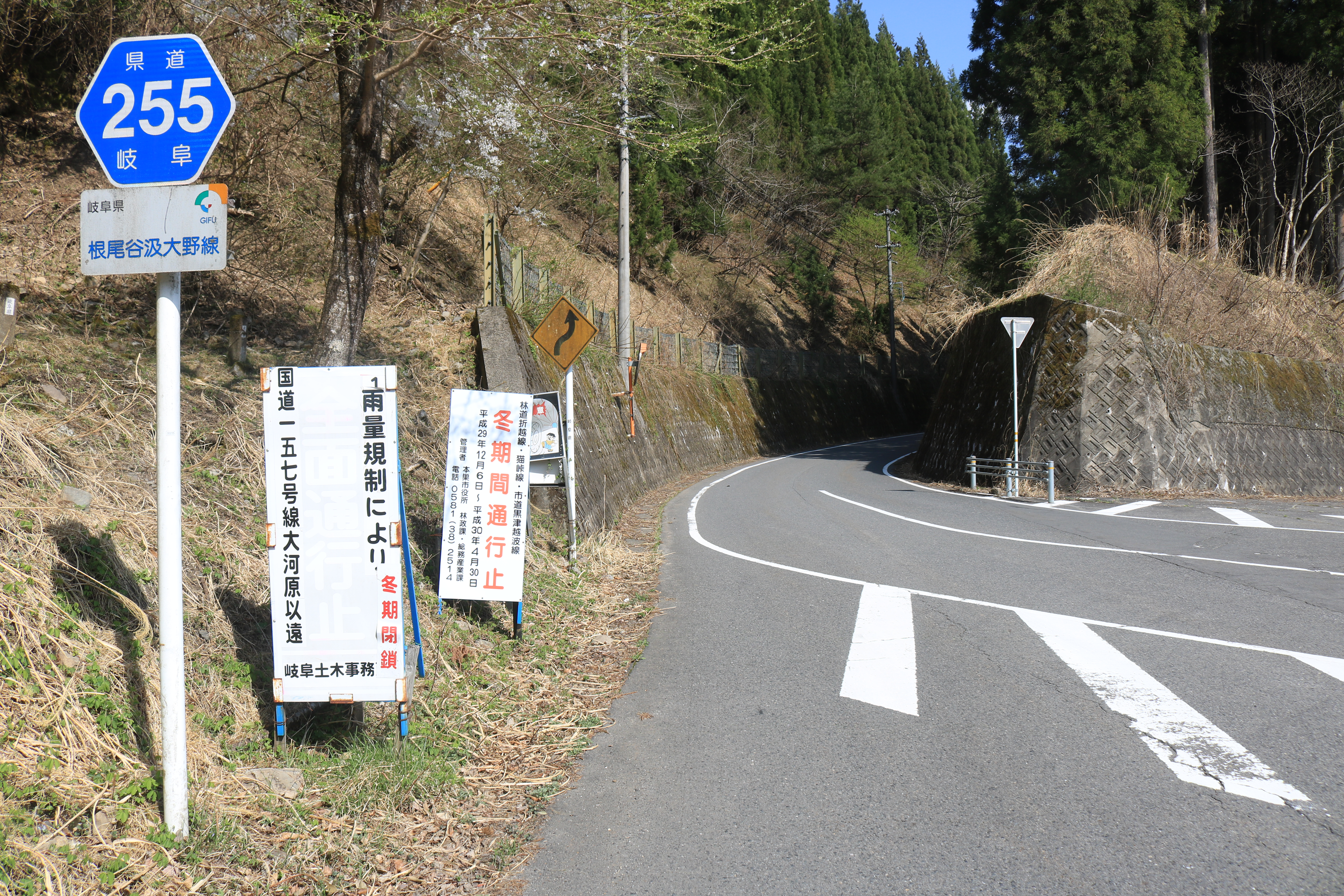
岐阜県道255号根尾谷汲大野線、本巣市根尾東板屋にて。

## 概要
岐阜県本巣市根尾上大須の根尾東谷川にある上大須ダム付近が起点。国道157号の同市根尾黒津から峠を越える林道の終点、ちょうど根尾東谷川の橋を渡った地点が起点である。起点から根尾東谷川に沿って南に向かう。大須トンネル、松田トンネル、板屋トンネルと3つのトンネルを越えると、国道418号に出て、重複して根尾の中心部に向かう。樽見駅付近からは国道157号に重複して南に進む。同市根尾板所で国道と分かれ、開運橋で根尾川を渡る。根尾水鳥地区に入り、根尾川右岸に沿って進み、根尾谷断層の断層崖を通過する。揖斐郡揖斐川町に入り、高科駅、谷汲口駅付近を通過し、同町谷汲長瀬で滋賀県道・岐阜県道40号山東本巣線と合流し、重複して根尾川右岸に沿って進む。万代橋からは単独路線となる。揖斐郡大野町に入り、同町大字稲富の岐阜県道78号岐阜大野線交点が終点。

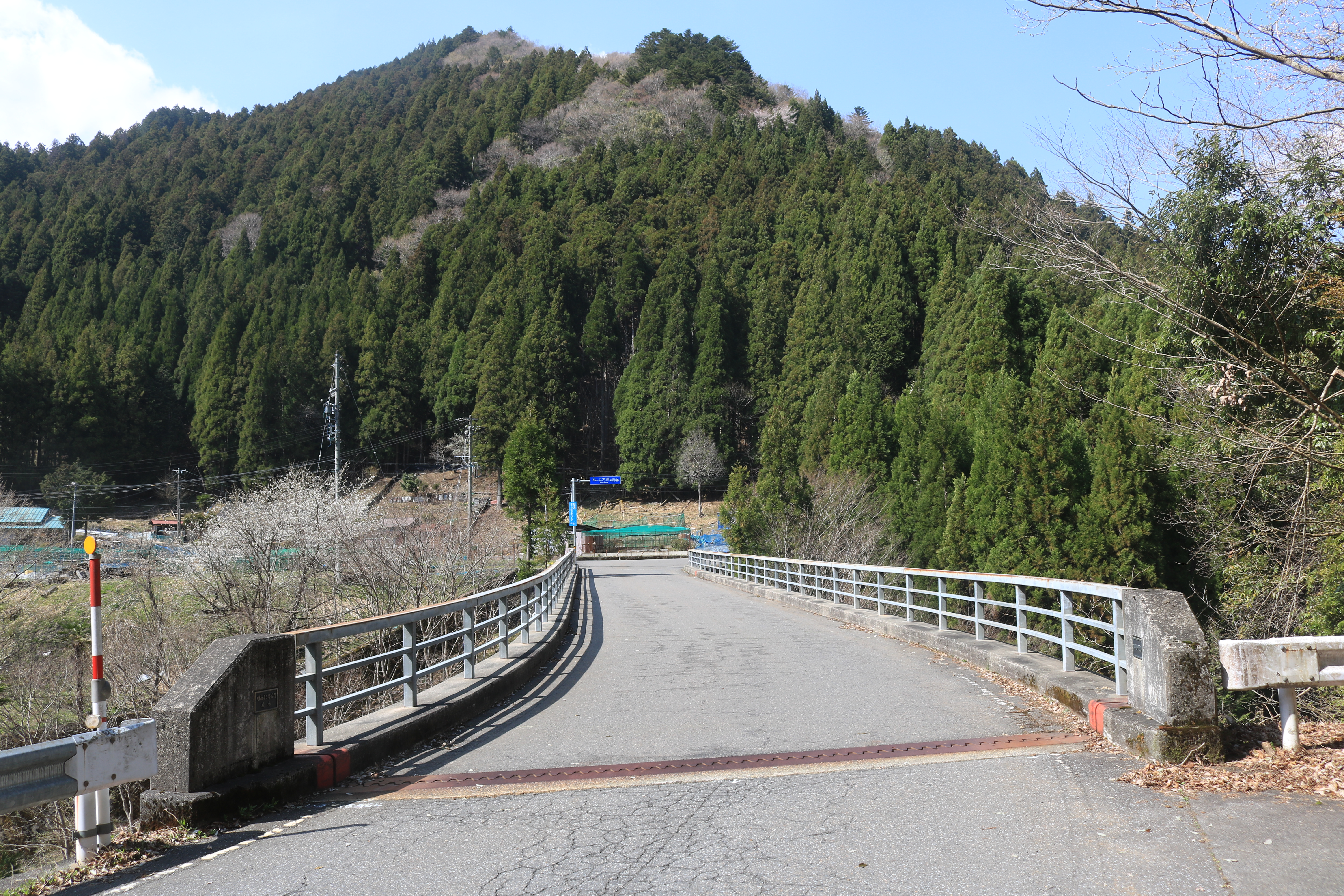
根尾東谷川に架かる新松田橋、本巣市根尾松田にて
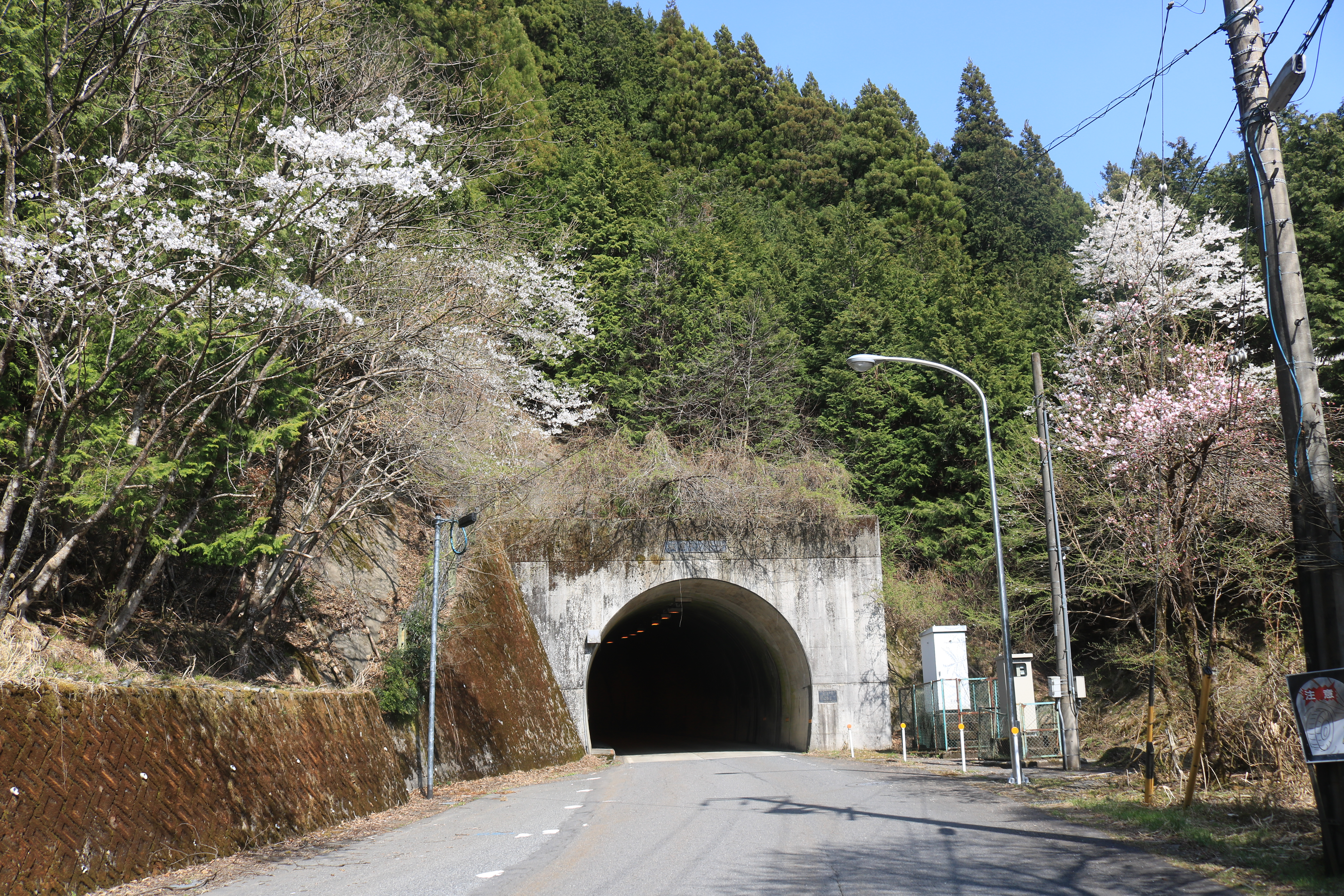
板屋トンネル、本巣市根尾東板屋にて

### 路線データ
- 起点：岐阜県本巣市根尾上大須
- 終点：岐阜県揖斐郡大野町大字稲富 （岐阜県道78号岐阜大野線交点）
- 延長：32.113km

## 重複区間

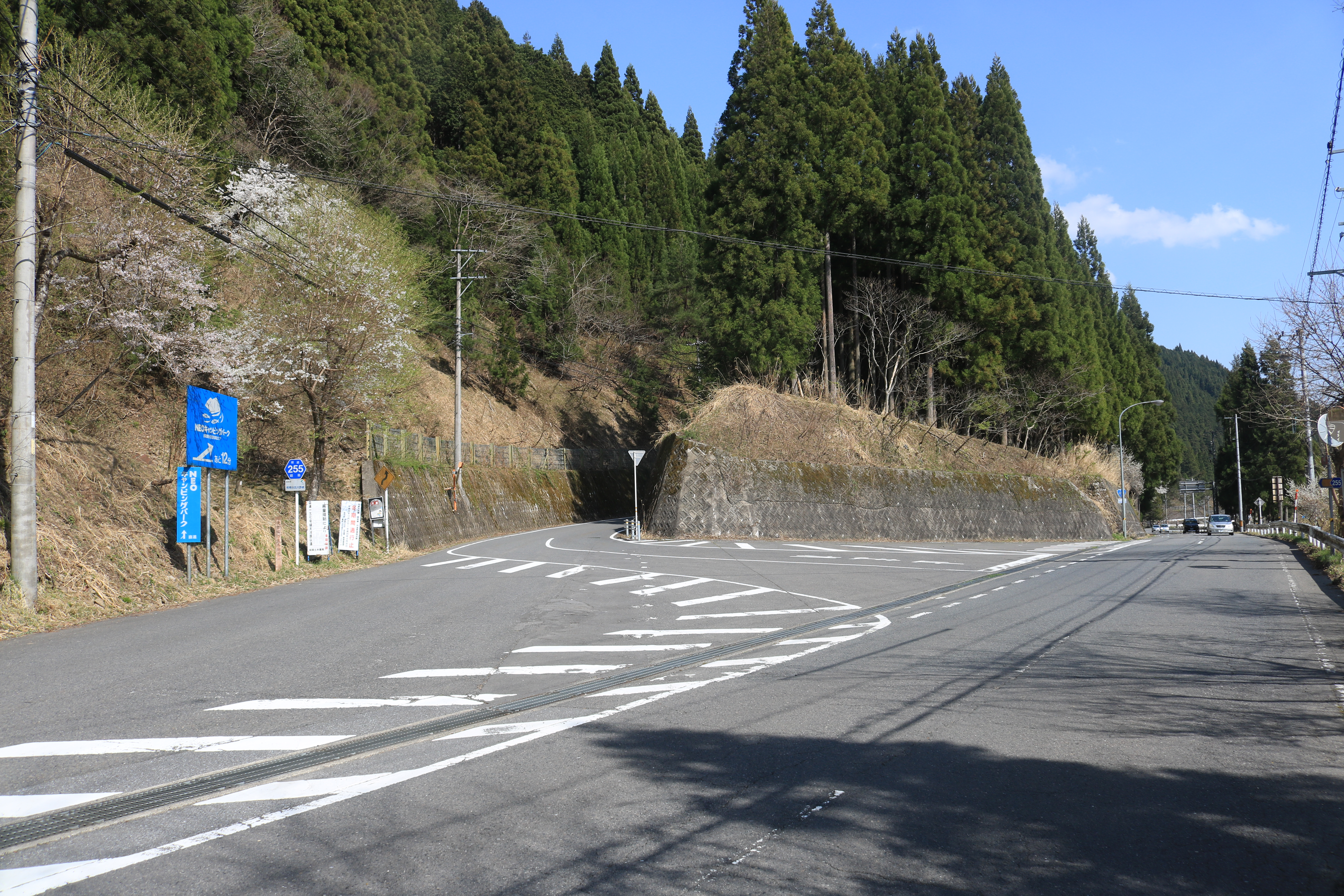
国道418号との交差点、手前の西側が両者の重複区間、岐阜県本巣市根尾東板屋にて

- 国道418号（本巣市根尾東板屋 - 同市根尾板所）
- 国道157号（本巣市根尾板所）
- 滋賀県道・岐阜県道40号山東本巣線（揖斐川町谷汲長瀬）

## 地理
路線の大部分が、根尾川に沿って進む。

### 通過する自治体
- 岐阜県
  - 本巣市
  - 揖斐郡
    - 揖斐川町
    - 大野町

### 主な接続道路
- 国道418号（本巣市根尾東板屋、同市根尾板所）
- 国道157号（本巣市根尾板所）
- 岐阜県道40号山東本巣線（揖斐川町谷汲長瀬）
- 岐阜県道78号岐阜大野線（大野町大字稲富）

### 周辺

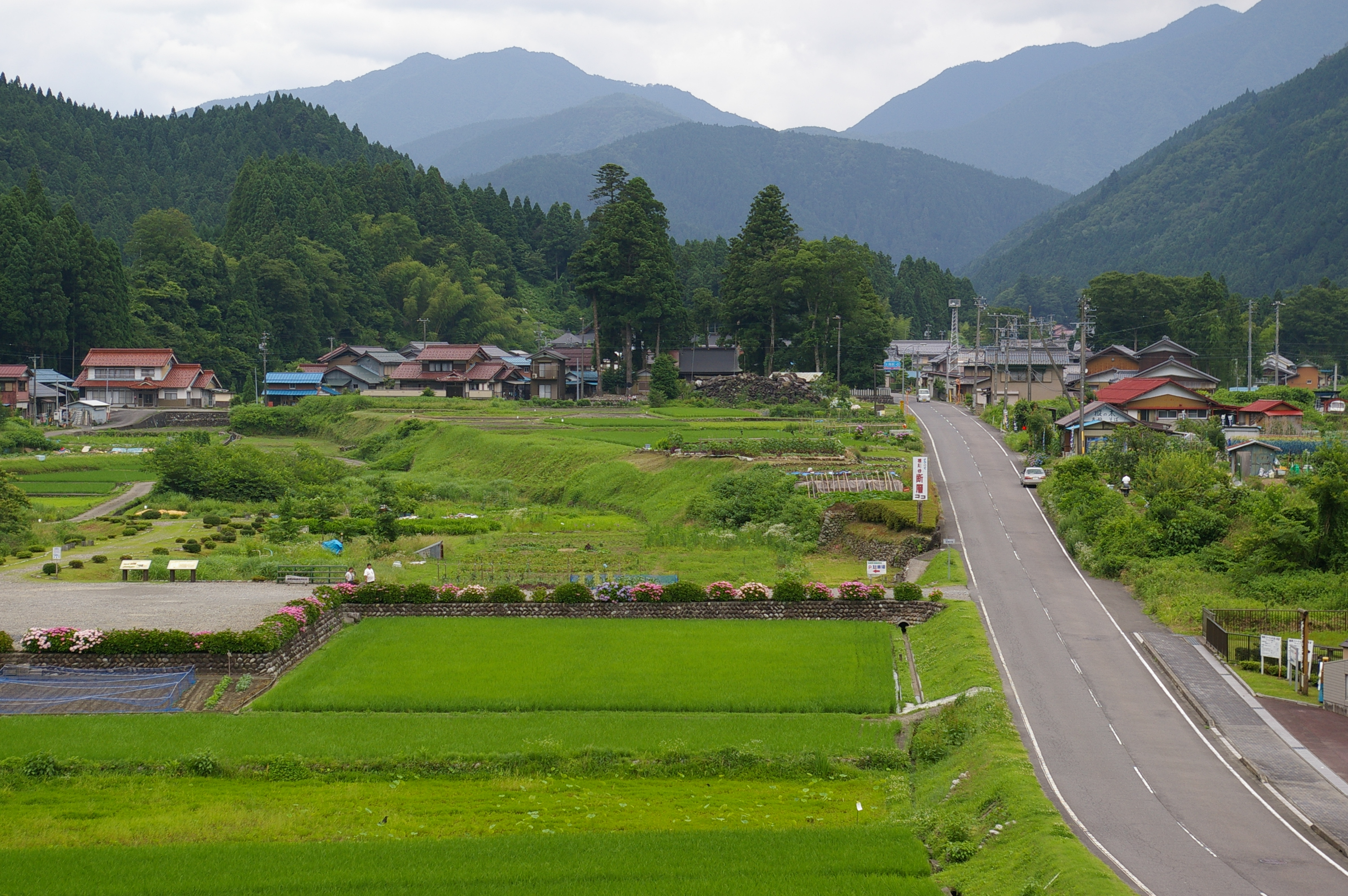
根尾谷断層付近の県道255号根尾谷汲大野線

- 上大須ダム
- 樽見駅（樽見鉄道）
- 本巣市根尾分庁舎
- 淡墨桜
- 水鳥駅（樽見鉄道）

- 根尾谷断層
- 根尾谷地震断層観察館
- 高尾駅（樽見鉄道）
- 日当駅（樽見鉄道）
- 鍋原駅（樽見鉄道）
- 高科駅（樽見鉄道）
- 谷汲口駅（樽見鉄道）
- 谷汲山大橋
- 東海職業能力開発大学校